# Diocèse de Callao
Le diocèse de Callao (en latin : Dioecesis Callaënsis ; en espagnol : Diócesis de Callao) est un diocèse de l'Église catholique au Pérou suffragant de l'archidiocèse de Lima. 

## Territoire

Diocèse de Callao

Il comprend la région de Callao avec un territoire d'une superficie de 147 850 km² divisé en 58 paroisses. Le siège épiscopal se trouve à la cathédrale Saint-Joseph dans la ville de Callao. 
Dans la même ville, le Seigneur de la Mer (es), une statue du Christ aux outrages trouvée dans l'épave d'un navire, est considéré comme le patron de Callao et le protecteur contre les séismes et les tsunamis. Les festivités qui entourent cette statue sont reconnues comme patrimoine culturel de la nation par le ministère de la culture.
Le sanctuaire de la Legua est un lieu de pèlerinage auprès de Notre-Dame du Mont-Carmel, qui est la patronne de la région de Callao.

## Histoire
Le diocèse est érigé le 29 avril 1967 par la constitution apostolique Aptiorem Ecclesiarum du pape Paul VI, recevant son territoire de l'archidiocèse de Lima.
Le 10 mars 1970, en vertu du décret Ad tutius consulendum de la congrégation des évêques, le diocèse s'agrandit en recevant le district de Ventanilla dans la partie septentrionale de la région de Callao qui appartenait à l'archidiocèse de Lima.

## Évêques
- Eduardo Picher Peña (3 août 1967 - 31 mai 1971) nommé archevêque de Huancayo
- Luis Vallejos Santoni (20 septembre 1971 - 14 janvier 1975) nommé archevêque de Cuzco
- Ricardo Durand Flórez, S.J (14 janvier 1975 - 17 août 1995)
- Miguel Irizar Campos, C.P (17 août 1995 - 12 décembre 2011)
- José Luis Del Palacio y Pérez-Medel (12 décembre 2011 - 15 avril 2020)
- Luis Alberto Barrera Pacheco, M.C.C.I depuis le 17 avril 2021.